# مشهد صوتي

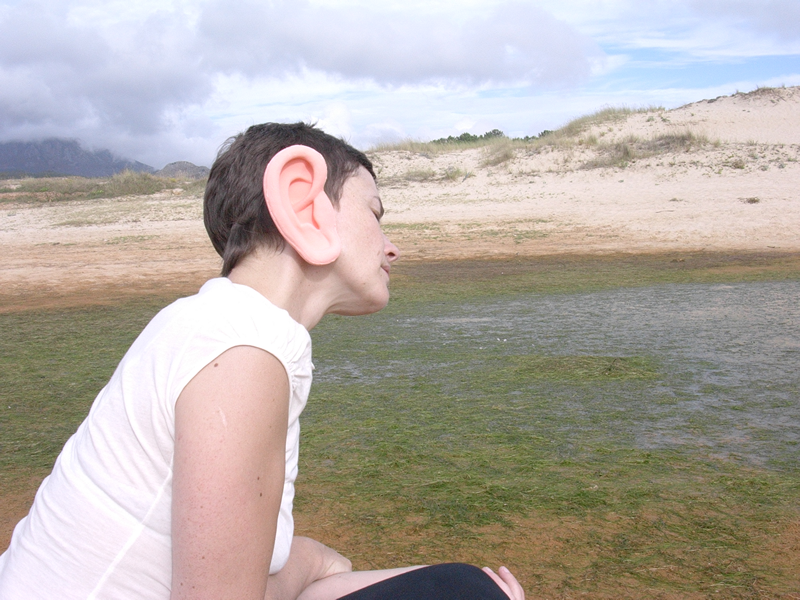

مشهد صوتي هو الصوت أو مجموعة من الأصوات التي تتشكل أو تنشأ من بيئة غامرة. دراسة «مشهد صوتي» هو موضوع البيئة الصوتية. فكرة «مشهد صوتي» يشير إلى كل من البيئة الصوتية الطبيعية، ويتألف من الأصوات الطبيعية، بما في ذلك الألفاظ الحيوانية، على سبيل المثال، أصوات الطقس وغيرها من العناصر الطبيعية، والأصوات البيئية الناجمة عن البشر، عن طريق التأليف الموسيقي، وتصميم الصوت، وغيرها من الأنشطة البشرية العادية بما في ذلك الحديث، والعمل، وأصوات من أصل الميكانيكية الناتجة عن استخدام التكنولوجيا الصناعية. وتعطيل هذه البيئات الصوتية ينتج عنه التلوث الضوضائي.
مصطلح «مشهد صوتي» يمكن أن يشير أيضا إلى تسجيل صوتي أو أداء الأصوات التي تخلق الإحساس بالمعاناة من بيئة صوتية معينة، أو التراكيب التي تم إنشاؤها باستخدام «العثور على الأصوات» بيئة الصوتية، إما حصريا أو بالاشتراك مع عروض موسيقية.

## العناصر
«بولين أوليفيروس»، مؤلفة الفن والموسيقى من مرحلة ما بعد الحرب العالمية الثانية الالكترونية، وعرفت مصطلح «مشهد صوتي» بأمانه بأنه «كل من الطول الموجي ينتقل إلى القشرة السمعية لدينا عن طريق الأذن وآلياتها».
بحسب المؤلف والملحن والمناصر لحماية البيئة، موراي شافر، هناك ثلاثة عناصر رئيسية للمشهد صوتي:
- الأصوات الرئيسية: هذا هو المصطلح الذي يعرف الموسيقية الرئيسية للقطعة، وليس دائما مسموع... قد يبتعد المفتاح عن الأصل، ولكنه سيعود. وقد لا تكون الأصوات الرئيسية دائما مسموعه بوعي، لكنها «الخطوط العريضة لطبيعة الناس الذين يعيشون هناك» (شافر). فالطبيعة (الجغرافيا والمناخ) هي التي اوجدتها مثل: طاقة الرياح والمياه والغابات والسهول والطيور والحشرات والحيوانات. في كثير من المناطق الحضرية، والمرور أصبح الصوت الرئيسي.
- إشارات الصوت: هذه هي الأصوات الأمامية، والمسموعة بوعي؛ الأمثلة ستكون أجهزة الإنذار، أجراس، صفارات، وأبواق، وصفارات الإنذار، الخ.
- Soundmark

هذا مشتق من مصطلح تاريخي. soundmark هو الصوت وهو فريد من نوعه في منطقة ما.
في كتاب له في العام 1977، ضبط في العالم، وكتب شيفر «، وبمجرد أن تم تعريف Soundmark، تستحق ان تكون محمية، لجعل الحياة الصوتية للمجتمع فريدة من نوعها».

## مشاهد صوتية في الموسيقى
في الموسيقى، والتراكيب مشهد صوتي غالبا ما تكون شكلا من أشكال الموسيقى الالكترونية، أو الموسيقى الالكتروبيئية 0} الملحنين الذين يستخدمون مشاهد صوتية تشمل في الوقت الحقيقي الحبيبية التوليف الرواد باري تروكس ولوك فريق فيراري، الذي لست نادمة Presque، numéro 1 (1970) هو تكوين مشهد صوتي في وقت مبكر.
ويمكن أيضا أن تكون موسيقى مشاهد صوتية التي تولدها أساليب البرمجيات الآلي، مثل التطبيق التجريبي TAPESTREA، إطارا لتصميم وتركيب الصوت مشهد صوتي، وغيرهم.
مشهد صوتي غالبا ما يكون موضوع المحاكاة في الجرس تتمحور حول الموسيقى مثل الغناء الحلقي. عملية Timbral الاستماع يستخدم لتفسير جرس من مشهد صوتي. هذا الجرس مقلد ومستنسخ باستخدام الصوت أو الصكوك المنتجة الغنية المتناسقه.

## مشاهد صوتية في مجال الرعاية الصحية
مشاهد صوتية من جهاز محوسب الصوتية مع كاميرا يمكن أيضا أن نقدم رؤية تركيبية للمكفوفين، وذلك باستخدام تحديد الموقع بالصدى للإنسان، كما هو هدف المشروع seeingwithsound.

## مشاهد صوتية والتلوث الضوضائي
تزداد ورقات عن التلوث الضوضائي اتخاذ نهج كلي مشهد صوتي لمكافحة الضوضاء. علم الصوتيات في حين تميل إلى الاعتماد على القياسات المخبرية والفردية الخصائص الصوتية للسيارات..الخ، مشهد صوتي يأخذ من أعلى إلى أسفل النهج. امتدادا على أفكار جون كاج ' في العالم كله حيث تكوينها ومشهد صوتي الباحثين التحقيق في مواقف الناس لمشاهد صوتية ككل بدلا من الجوانب الفردية—وننظر في كيفية البيئة بأكملها يمكن أن تتغير إلى أن تكون أكثر لارضاء الأذن.
وقد أُقترح أن فرص الناس للوصول إلى الأماكن الهادئة الطبيعية في المناطق الحضرية يمكن أن تُعزز من خلال تحسين نوعية البيئة من المساحات الخضراء في المناطق الحضرية من خلال التخطيط والتصميم المستهدف وهذا بدوره له فوائد نفسية.